# 鄭慕
鄭慕（1469年—？），字師舜，福建福州府福清縣人，明朝政治人物、進士出身。

## 生平
正德五年（1510年）庚午科福建鄉試第四十四名舉人。正德六年（1511年），登辛未科三甲第九十四名進士。嘉靖元年（1522年）官浙江溫州府知府。

## 家族
曾祖父鄭王宏；祖父鄭王咢；父親鄭陸，曾任教諭。嫡母曾氏；生母王氏。永感下。兄鄭泰（訓導）。